# El Kef

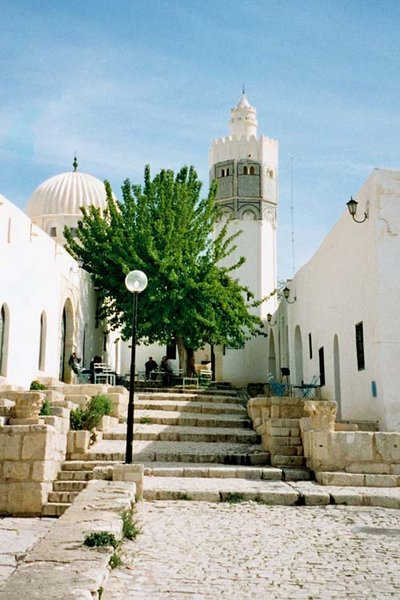
Mesquita de Sidi Bou Makhlouf a El Kef

El Kef o Le Kef (àrab: الكاف, al-Kāf) és una ciutat de Tunísia, capital de la governació homònima i capçalera també de dues delegacions, amb el nom de Kef Oest i Kef Est, que se situen en aquests vents de la ciutat. És al centre de la regió del Tell Superior i té una població de 45.191 habitants.

## Medi físic
És la ciutat important situada a més altura de Tunísia (780 metres sobre el nivell del mar).
A la seva rodalia, cap a l'oest, es troba l'embassament de Mellègue i, a la vall de l'Oued Mellègue, el jaciment arqueològic de Sidi Zin, amb restes prehistòriques. A l'est, la ciutat es troba a les faldes de tres contraforts muntanyosos: el Djebel Kebbouch (uns 10 km al nord-est, on es troba el castell de Borj El Ifa), el Djebel Labres, uns 10 km a l'est, i el Djebel El Houdh, a uns 15 km al sud. La ciutat mateixa s'aixeca sobre el Djebel Dyr.

## Història
Habitada almenys des del Neolític, els humans d'aquesta era es van establir prop del lloc avui anomenat Sidi Mansur, en una muntanya on hi havia una font d'aigua (Ras l'Aïn) i era fàcilment defensable. Algunes pintures rupestres es conserven a Esh Shega. Ras l'Aïn és encara avui la font del centre de la ciutat. El cartaginesos van estendre la seva influència a aquesta regió el segle v aC, quan s'hi va construir una fortalesa, coneguda avui dia com Borj Klel. Sembla que la ciutat va portar el nom de Cirta (Chirta o Kirta), probablement derivat de la dea Astarte (Ashtar = Ashirta). Sota els númides, fou el centre d'una confederació de poblets i ciutats que va subsistir després sota els romans.
Dominada pels númides massaesyles, Sifax la va convertir en la seva capital (205 aC) i Masinissa I li va conservar aquesta condició en pujar al poder el 203 aC. Fou embellida pel seu fill i successor, Micipsa (148-118 aC). En la Guerra de Jugurta es va rendir als romans (108 aC) i la guerra es va acabar el 105 aC.

### Numídia romana
El 46 aC, Numídia fou annexionada a l'Imperi Romà per Juli Cèsar. Del 42 al 40 aC, fou assetjada en el curs del conflicte entre el governador de l'Àfrica Nova o Numídia i el governador de l'Àfrica Vella (Africa Vetus) Cornifici.
Vers el 40 aC, es va convertir en colònia romana (Colonia Julia Cirta); fou repoblada en temps d'August (entre el 36 i el 27 aC) i es va dir des de llavors Sicca, però sense perdre el nom Cirta (potser Nova Cirta). És possible que fos capital provincial de la província de Numídia fins que la capital se'n va establir a Hippo Regius, a finals del segle ii. Durant l'imperi, el nom oficial de la ciutat fou Colonia Julia Veneria Cirta Nova Sicca. El nom que va prevaldre finalment fou el de Sicca Veneria (siccenses, civils, i venerii, religiosos). És esmentada pels geògrafs romans, pels Itineraris i per la Taula de Peutinger. Va disposar de tots els elements de les ciutats provincials romanes: fòrum, capitoli, temples, teatre, amfiteatre, arcs de triomf, monuments, etc. Es va construir també un aqüeducte i al segle iii unes termes.
D'aquesta ciutat, foren originaris Àquila, el cavaller i destacat militar Gai Juli i el seu germà Fidus epiestrateg de Tebaida i Dàcia Inferior, el cavaller Gai Jili Aquilí, Publi Luci Papirià, governador de la regió per compte de Marc Aureli, els Laberis (Laberii), magistrats a Thubursicu Numidarum; Marc Tutici preceptor de Marc Aureli, el retòric Nepotià, Macrobi que fou governador de Cartago (Àfrica) i Hispània, i el metge del segle v Celi Aurelià.
El pretendent al tron imperial Cels (265) va morir a Sicca assassinat per la població que va restar lleial. Una revolta amaziga es va produir el 276, dirigida per Aradio, reprimida per l'emperador Probe. Aradio fou mort per Probe en combat singular, i va tenir un mausoleu construït pel mateix emperador que l'havia matat.
Els cristians hi van tenir els seus màrtirs, especialment el bisbe Cast (255). Altres bisbes en van governar la seu: Patrici (348), Fortunatià (407), Paule (donatista 411), Urbà (429), un altre Paule (481), Fèlix el Vàndal (segle v) i Càndid (segle VII). Arnobi el Vell, destacat cristià, va ensenyar retòrica a Sicca en temps de Dioclecià (284-305). El seu deixeble Lactanci era originari de la zona. Al segle iv, sobre el Capitoli, es va construir l'església de Sant Pere, que després es va dir Dar el Kous.

### Dominació dels vàndals i romans d'Orient
Els vàndals, arrians, van perseguir els catòlics. Sota els romans d'Orient, es van construir edificis religiosos i fortificacions i el nom va passar a ser Sikka Beneria.

### Dominació musulmana
Quan van arribar els àrabs, ho van transcriure com a Chaqbanariya. Els àrabs van arribar per primer cop a la ciutat el 688, dirigits per Zuhair ibn Qais al-Balawi, però no hi van romandre, tanmateix fou conquerida aviat per Mussa ibn Nussayr. Els amazics van resistir en aquesta zona; van adoptar les creences de la secta dels kharigites i van mantenir el control fins al 788, sota la direcció de Salah Ibn Nusayr En-Nafzi, quan foren derrotats pels generals de Yazid. Els àrabs van construir a la vila una fortalesa (Qalaâ).
Al segle xi, amb la invasió dels Banu Hilal, va esdevenir autònoma (1052) sota el governador zírida, que va fundar la dinastia dels Banu Klaâ, que fou sotmesa als almoràvits el 1159. El 1181, l'armeni Qaràqux hi va fer una expedició, i el va seguir el mallorquí Ibn Ghaniya (1200), que finalment la va conquerir (1204). Des de llavors, la vila es va despoblar en la major part i va constituir un estat autònom nòmada de la tribu àrab dels muhalhil, governada pels Beni Channouf. Chaqbanariya deixa de ser esmentada i reapareix al segle xvi sota el nom d'Al Kaf o Le Kef, que vol dir 'la roca' (الكاف).
Al final del segle, fou ocupada pels otomans que, el 1600, hi estaven construint un fortí per controlar les tribus nòmades de la regió. El 1637, s'hi va instal·lar una guarnició permanent (ujaq) amb suport de tribus portades d'altres llocs (makhzen) i va esdevenir un bastió dels beis de Tunísia contra els d'Algèria.
Alguns conflictes locals van esclatar a finals del segle xvii i principis del xviii entre pretendents muràdites i algerians i entre Ibrahim Chérif i els algerians. El 1705, els hussaynites originaris d'El Kef van agafar el poder a Tunísia (iniciada pel grec Ali Turki de Candia a Creta, que fou comandant d'El Kef). Llavors, la ciutat fou coneguda com a «ciutat del tron» (Blad al kursi).
Fou teatre del conflicte entre Al-Husayn I ibn Ali i el seu nebot Ali I, conflicte esperonat per la intervenció dels exèrcits turcs d'Algèria; Ali I va reforçar les fortificacions de la ciutat (1740); a la darrera campanya (1756), la vila fou destruïda i les fortificacions desmantellades. A començament del segle xix, Hammuda Paixà es va deslliurar de la tutela algeriana i va rehabilitar les fortificacions de la ciutat com a posició estratègica propera a la frontera algeriana i va aconseguir diverses victòries sobre els algerians.
Des del segle xviii, la ciutat fou una metròpoli de confraries i marabuts i les principals confraries del Magrib hi eren presents (Aïssaouiya, Rahmaniya, Qadriya) i un centenar de capelles de marabuts (la més coneguda, la de Sidi Bou Makhlouf). Va tenir una comunitat jueva de 600 persones que vivien al districte d'Hara. El 1864, es van revoltar les tribus ounifes de la regió contra el bei i els mamelucs de la cort; la repressió fou sagnant.

### Protectorat francès
Els desastres naturals del 1867 van enfonsar la ciutat, que estava en decadència absoluta quan es va establir el protectorat francès el 1881 (uns dos mil habitants).
El 1884, fou erigida en comuna i fou capital de la III regió. En la Segona Guerra Mundial fou capital provisional del país fora de les zones ocupades per Alemanya i Itàlia.

### Independència
Encara que Habib Burguiba hi va fer llargues estades abans de la independència, després va quedar marginada, i més modernament fou víctima de la política econòmica del govern, però darrerament s'està recuperant.

## Administració
És el centre de la municipalitat o baladiyya homònima, amb codi geogràfic 23 11 (ISO 3166-2:TN-12), dividida en tres circumscripcions o dàïres:
- Kef Medina (23 11 11)
- Kef Jedida (23 11 12)

Al mateix temps, està repartida entre dues delegacions o mutamadiyyes, Kef Ouest (23 51) i Kef Est (23 52), al seu torn dividides en tres i vuit sectors o imades, respectivament.